# I tre cavalieri del Graal
I tre cavalieri del Graal è un romanzo breve di Laura Mancinelli pubblicato nel 1996.

## Trama
Sotto la guida di Mago Merlino, tre cavalieri molto diversi tra loro partono alla ricerca del Sacro Graal: Galvano è forte e coraggioso ma spesso pecca di lussuria lasciandosi travolgere dai piaceri mondani ed è attratto irresistibilmente dall'amore, Perceval ha tutte le caratteristiche dell'eremita, è forte, non si piega di fronte ai digiuni e alle penitenze, preferisce i libri alle donne e tende al rigore mistico, l'ultimo cavaliere è Galaad, il più giovane, è uomo di accese fantasie.
Prima di partire per la ricerca, Merlino li avverte che ad un certo punto del cammino si troveranno di fronte un trivio dopo il quale dovranno proseguire per una strada diversa. Così fanno e, alla fine, dopo lunghe peripezie che riservano ad ognuno di loro fantastiche avventure, i tre si ritrovano in un castello sul monte Pirchiriano, ospiti della Contessa Marta e della sua bella figlia Fioralba.
Il primo a giungere al castello, Galvano, narra a tutti le sue avventure, poi arrivano Perceval e infine Galaad. Dopo aver anch'essi narrato le loro storie, uno strano personaggio che fino a quel momento non aveva mai parlato, ma solo ascoltato attentamente i tre cavalieri, si fa avanti. È il Vescovo di Chartres, venuto per giudicarli e per scegliere tra di loro il più meritevole e saggio, il possibile "re del Graal". Il saggio uomo spiega loro come si deve comportare un re, facendo tanti sacrifici e rispettando sempre tutti, ma non chiarisce chi tra loro è in grado di farlo.
Lascia a loro il compito di prendere una decisione, in modo che ognuno si faccia guidare dalla propria coscienza.
Alla fine, nessuno si sente degno di tale compito e la coppa del Santo Graal rimane al suo posto.